# Переляйнен, Хильма Андреевна
Хи́льма Андре́евна Переля́йнен (11 октября 1935, Вайялово, Ленинградская область — 12 апреля 2004, Петрозаводск) — врач-терапевт. Депутат Совета Национальностей Верховного Совета СССР 9—11 созыва (1974—1989) от Карельской АССР.

## Биография
По окончании в 1955 году Петрозаводского медицинского училища работала старшим инспектором в отделе лечпрофпомощи Министерства здравоохранения КАССР.
В 1961—1968 годах училась на медицинском факультете Петрозаводского государственного университета. В 1968 году назначена начальником отдела лечпрофпомощи Министерства здравоохранения Карельской АССР.
В 1970—1972 годах обучалась в клинической ординатуре на кафедре факультетской терапии Петрозаводского государственного университета, по окончании была направлена в Петрозаводскую городскую больницу на должность врача в пульмонологическое отделение.
В 1977—2003 годах — заместитель главного врача по медицинской части.

## Награды
- орден Трудового Красного Знамени
- кавалер Рыцарского креста 1 класса ордена Льва Финляндии (1999)
- медали
- Заслуженный врач КАССР (1977)
- Почётный гражданин Республики Карелия (2000)